# Potion
Potion è un singolo del DJ britannico Calvin Harris, della cantante britannica Dua Lipa e del rapper statunitense Young Thug, pubblicato il 27 maggio 2022 come primo estratto dal sesto album in studio di Calvin Harris Funk Wav Bounces Vol. 2.

## Pubblicazione
Dopo aver annunciato l'album di provenienza, il 23 maggio 2022 Harris ha rivelato che il seguente venerdì sarebbe uscito il singolo apripista del disco. Il giorno seguente il disc jockey ha pubblicato un video su TikTok in cui spiegava la realizzazione del brano, confermando il titolo e la collaborazione con Lipa; nello stesso giorno Billboard ha riportato la presenza di Thug nella canzone.

## Descrizione
Potion è stato descritto come un brano EDM e post-disco influenzato dal funk e dal pop. Presenta l'utilizzo di un piano Rhodes e di una chitarra Strato.

## Video musicale
Il video musicale è stato diretto da Emil Nava ed è stato reso disponibile in contemporanea con l'uscita del singolo.

## Tracce
Testi e musiche di Adam Wiles, Dua Lipa, Maneesh Bidaye, Jeffery Williams e Jessie Reyez.
1. Potion – 3:34

## Classifiche

### Classifiche settimanali
| Classifica (2022) | Posizione massima |
| ----------------- | ----------------- |
| Australia         | 32                |
| Austria           | 59                |
| Belgio (Vallonia) | 28                |
| Canada            | 31                |
| Danimarca         | 39                |
| Francia           | 99                |
| Germania          | 85                |
| Grecia            | 15                |
| Irlanda           | 9                 |
| Islanda           | 34                |
| Italia            | 90                |
| Libano            | 7                 |
| Lituania          | 15                |
| Norvegia          | 28                |
| Nuova Zelanda     | 35                |
| Paesi Bassi       | 45                |
| Portogallo        | 62                |
| Regno Unito       | 16                |
| Slovacchia        | 42                |
| Stati Uniti       | 71                |
| Svezia            | 40                |
| Svizzera          | 31                |

### Classifiche di fine anno
| Classifica (2022) | Posizione |
| ----------------- | --------- |
| Belgio (Vallonia) | 162       |